# Federação Cabo-Verdiana de Xadrez
A Federação Cabo-verdiana de Xadrez (FCX) é uma entidade oficial que regulamenta e organiza as competições oficiais de xadrez em Cabo Verde. Foi fundada a 17 de abril de 2016.